# Philadelphia Museum of Art
The Philadelphia Museum of Art - Muzeul de artă Philadelphia - este un muzeu de artă, ce a fost inițial conceput în 1876, pentru a ilustra expoziția centenarului Statelor Unite (en  Centennial Exposition) din Philadelphia. Clădirea principală a muzeului a fost completată târziu, în 1928 pe colina Fairmount, aflată în partea nord-estică a Benjamin Franklin Parkway la Eakins Oval.
Muzeul administrează diferite colecții conținând peste 240.000 de obiecte incluzând piese de mare valoare de origine africană, americană, asiatică și europeană.  Numeroasele clase ale colecțiilor includ sculpturi, picturi, tipărituri, desene, acuarele, fotografii, armuri, arte de decorative, precum și alte artefacte.
Muzeul (Philadelphia Museum of Art) administrează mai multe anexe , incluzând Muzeul Rodin (Rodin Museum), care se găsește, de asemenea, pe Benjamin Franklin Parkway și Ruth and Raymond G. Perelman Building, care este localizată peste drum, doar puțin mai la nord de clădirea principală a muzeului. 
Clădirea Perelman (The Perelman Building), care a fost inaugurată în 2007, găzduiește peste 150.000 de imprinturi, desene și fotografii, alături de peste 30.000 de costume și alte piese textile, având de asemenea peste 1.000 de obiecte de design modern și contemporan, incluzând piese de mobilier, ceramică și sticlă. Muzeul administrează și case ale erei coloniale așa cum sunt „casele-conac” Mount Pleasant și Cedar Grove, ambele aflate în Fairmount Park.
Atât clădirea principală a muzeului, cât și toate anexele sale sunt proprietatea orașului (City of Philadelphia) și administrate de către o organizație înregistrată ca o  corporație non-profit.
Mai multe expoziții speciale sunt deschise în muzeu de-a lungul fiecărui an, incluzând expoziții itinerante aranjate cu alte muzee din Statele Unite, dar și din alte părți ale lumii. Numărul anual de vizitatori pentru întregul muzeu fusese de 793.000 în 2017, număr care face ca Philadelphia Museum of Art să fie unul din muzeele cele  mai vizitate muzee de artă din lume. Muzeul este de asemenea unul dintre cele mai mari muzee ale lumii, în termeni de suprafață a galeriilor expoziționale.

## Istoric
Philadelphia a sărbătorit cea de-a o suta aniversare a Declarației de independență a Statelor Unite ale Americii, prin realizarea Expoziției Centenare (en  Centennial Exposition) din 1876. 
Clădirea Memorial Hall, care conținea expoziția originară de artă, fusese concepută să existe și după terminarea ceremoniilor, ca un nucleu al unui viitor muzeu de artă. Inspirați de exemplul devenit „clasic” al muzeului South Kensington Museum, cunoscut și ca Muzeul Victoriei și al lui Albert, noul muzeu urma să se concentreze pe arte și științe aplicate, fiind în același timp o școală vocațională pentru doritorii de a se specializa în desen, pictură, modele (manechine) și design.
La 10 mai 1877, școala de meserii (vocațională), dependentă de muzeu, [The] Pennsylvania Museum and School of Industrial Art, a fost inaugurată. În 1964, școala de meserii a devenit independentă de muzeu, devenind parte a Universității de Arte Philadelphia. 
Seria de colecții a muzeului a fost inițiată prin donarea de obiecte din Expoziția centenară, urmată de donații din partea publicului, impresionat de idealurile Expoziției Centenare referitoare la designul de calitate și la măiestria executării obiectelor expuse. Primele donații de cărți, artefacte și obiecte de artă decorativă fuseseră de proveniență europeană și japoneză. 
Locația originară, aflată în vecinătatea centrului orașului (Center City), fusese situată relativ departe de majoritatea zonele populate ale orașului. Intrarea fusese plătită până în 1881, apoi devenise liberă între 1881 și 1962, pentru a deveni din nou plătibilă până astăzi.

### Donații și achiziții

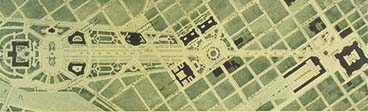
Plan al Fairmount Parkway, 1917

Începând cu 1882, Clara Jessup Moore a donat o colecție remarcabilă de mobilier vechi, lucrări în email, fildeș sculptat, bijuterii, artefacte metalice, sticlă, ceramică, cărți, textile și picturi. Colecția de dantele a Contesei de Brazza a fost achiziționată în 1894 formând nucleul viitoarei colecții de dantele. În 1893 Anna H. Wilstach a donat o colecție de dimensiuni mari, conținând numeroase picturi ale artiștilor plastici americani, precum și o donație bănească de jumătate de milion de dolari destinată strict achiziționării de alte lucrări de artă. Lucrări de James Abbott McNeill Whistler și George Inness au fost achiziționate în următorii ani, precum și cunoscuta Buna Vestire de Henry Ossawa Tanner, care a ajuns la muzeu în 1899.
În anii timpurii 1900, muzeul a inițiat un program educațional, adresat marelui public, dar și un program destinat membrilor susținători ai instituției. Fiske Kimball a fost directorul muzeului în perioada marii sale expansiuni din anii 1920, care include și excepționalul an 1928, anul inaugurării clădirii principale a muzeului, când peste 1.000.000 de vizitatori au fost înregistrați.
Tot în 1928, colecția de desene și gravuri a fost considerabil lărgită cu peste 5.000 de lucrări ale Marilor Maeștrii europeni, incluzând lucrări ale maeștrilor francezi, germani și italieni, toate donate de Charles S. Lea.  Expozițiile mari ale anilor 1930, conțineau lucrări ale lui Eakins, Manet, Renoir, Cézanne, van Gogh și Degas. În anii 1940, donațiile și achizițiile cele mai importante ale muzeului au inclus colecțiile de covoare orientale ale lui John D. McIlhenny, piese de sculptură ale lui George Grey Barnard și fotografii ale lui Alfred Stieglitz.